# Iman Beney
Iman Beney (* 23. Juli 2006 in Yverdon-les-Bains) ist eine Schweizer Fussballspielerin. Sie spielt für Manchester City und gehört zum Kader der Schweizer Nationalmannschaft.

## Karriere

### Verein
Beney begann im Alter von acht Jahren auf Klubebene Fussball zu spielen. Zunächst spielte sie in ihrem Heimatkanton Wallis für den FC Savièse, später für den FC Sion, oft gemeinsam mit Naomi Luyet. Sie besuchte ab 2018 die Football Academy des Schweizerischen Fussballverbands in Biel. 2022 wurde sie mit 16 Jahren in das Kader der ersten Mannschaft der YB Frauen aufgenommen. Am 20. August 2022 gab sie ihr Debüt in der Women’s Super League. Beney sicherte sich einen Stammplatz und überzeugte bereits in ihrer ersten Saison derart, dass sie ins Team der Saison gewählt wurde. Sie trainierte daneben weiterhin zwei bis dreimal pro Woche mit den Knaben. Aufgrund eines Kreuzbandrisses, den sie sich im Trainingslager der Nationalmannschaft kurz vor der Abreise an die Weltmeisterschaft zugezogen hatte, verpasste sie die ganze Saison 2023/24. In der darauffolgenden Saison kehrte sie zurück und trug mit 8 Toren in 22 Spielen massgeblich zum Meistertitel der YB Frauen bei. Sie wurde zum zweiten Mal ins Team der Saison gewählt. Auf die Saison 2025/26 hin wechselt sie zu Manchester City.

### Nationalmannschaft
Beney spielte bereits in der U-16-, der U-17- und der U-19-Auswahl der Schweiz. Im Sommer 2023 nahm sie an der U-17-Europameisterschaft teil, bei der die Schweiz den Halbfinal erreichte. Beney kam in allen vier Spielen zum Einsatz und erzielte zwei Tore. Sie wurde im Anschluss in die Top 11 des Turniers gewählt und führte die Liste der besten Assist-Geberinnen an.
Aufgrund ihrer guten Leistungen an der U-17-Europameisterschaft wurde Beney im Anschluss daran von Nationaltrainerin Inka Grings für das Vorbereitungscamp der A-Nationalmannschaft aufgeboten. In der ersten Trainingswoche hatte Grings viele junge Spielerinnen aufgeboten, Beney wurde als einzige auch für das zweite Vorbereitungscamp der besten 27 Spielerinnen berücksichtigt. Am 30. Juni wurde sie beim Länderspiel gegen Sambia erstmals eingesetzt. Sie gab das Zuspiel zum 2:3. Ihr Auftritt wurde als «Highlight» gefeiert. Sie wurde für das endgültige Kader für die Weltmeisterschaft nominiert, erlitt jedoch einen Tag nach der Bekanntgabe des Aufgebots im Training einen Kreuzbandriss und konnte so nicht an der WM teilnehmen. Ihr zweites Länderspiel bestritt sie daher erst im Oktober 2024 gegen Australien. Bei der Europameisterschaft 2025 bestritt sie dann ihr erstes internationales Turnier. Sie stand bei allen vier Spielen der Schweizerinnen in der Startformation, meist wurde sie in der ungewohnten Position der Aussenverteidigerin eingesetzt, die sie überzeugend ausfüllte. Die Schweiz erreichte den Viertelfinal.

## Persönliches
Beney wuchs im Wallis auf und stammt aus einer Fussballerfamilie. Ihr Vater, Nicolas Beney, war früher Torhüter, u. a. beim FC Sion. Ihre Tante Noémie Beney spielte 45 Mal für die Schweizer Nationalmannschaft. Auch Imans Bruder Roméo ist Fussballspieler. Ihre Mutter ist gebürtige Brasilianerin. Beney besuchte neben dem Fussball die Handelsschule. Sie wurde nach der Prinzessin Iman bint Abdallah benannt.

## Erfolge
- Schweizer Meisterschaft: 2025
- Halbfinal an der U-17-Europameisterschaft 2023 mit der Schweiz